# 蒙山郡 (西魏)
蒙山郡，中国南北朝时设置的郡。
西魏废帝二年（553年）置蒙山郡，属邛州。治所在始阳县（今四川雅安市西）。北周辖境相当今四川雅安、名山、卢山等市县地。下辖始阳县、名山县。隋文帝开皇三年（583年）废蒙山郡，始阳县、名山县直属邛州。隋炀帝时属临邛郡。